# Густац (Лавса)
43° 45′ 00″ N 15° 23′ 10″ E / 43.75000° С; 15.38611° И
Густац је ненасељено острвце у хрватском дијелу Јадранског мора. Налази се у Корнатском архипелагу јужно од острва Корнат и сусједног острвцета Лавсе од којег је удаљен око 0,25 km у смјеру сјеверозапада. Дио је Националног парка Корнати. Његова површина износи 0,293 km², док дужина обалске линије износи 2,24 km. Највиши врх досеже висину од 78 m. Грађен је од кречњака кредне старости. Административно припада општини Муртер-Корнати у Шибенско-книнској жупанији.